# Zorzines estherodes
Zorzines estherodes là một loài bướm đêm trong họ Noctuidae.